# ألطاف فاطمة
ألطاف فاطمة (بالإنجليزية: Altaf Fatima)‏ (10 يونيو 1927، لكناو في الهند - 29 نوفمبر 2018، لاهور في باكستان)؛ كاتِبة وروائية باكستانية.